# Tmarus gajdosi
Tmarus gajdosi là một loài nhện trong họ Thomisidae.
Loài này thuộc chi Tmarus. Tmarus gajdosi được Yuri M. Marusik & Dmitri Viktorovich Logunov miêu tả năm 2002.